# Thelypteris decussata
Thelypteris decussata är en kärrbräkenväxtart som först beskrevs av Carolus Linnaeus, och fick sitt nu gällande namn av George Richardson Proctor. Thelypteris decussata ingår i släktet Thelypteris och familjen Thelypteridaceae.

## Underarter
Arten delas in i följande underarter:
- T. d. brasiliensis
- T. d. costaricensis
- T. d. mapiriensis